# Дворец Бельвю (Берлин)
Дворец Бельвю (нем. Schloss Bellevue, bɛlˈvy) — берлинский дворец в северной части парка Тиргартен. Официальная резиденция федерального президента Германии с 1994 года. В разделённой Германии официальная резиденция федерального президента ФРГ размещалась на вилле Хаммершмидта в Бонне. До конца 2005 года в замке проходила реконструкция, и президент использовал в качестве резиденции Шарлоттенбургский дворец.

## История
Бельвю, расположенный на берегу реки Шпрее недалеко от колонны Победы и Бранденбургских ворот, был построен в 1786 году архитектором Михаэлем Филиппом Боуманом в качестве летней резиденции принца Августа Фердинанда, младшего брата прусского короля Фридриха II. Гостями Бельвю в своё время были Фридрих Шиллер, королевская чета Фридрих Вильгельм и Луиза, Вильгельм фон Гумбольдт и Наполеон.
Внутреннее убранство 1791 года после разрушений во Вторую мировую войну было восстановлено по сохранившимся оригинальным эскизам.
С 1957 года замок служил наряду с виллой Hammerschmidtin в Бонне в качестве запасной резиденции президента ФРГ, который являлся в Западный Берлин, однако, лишь изредка. 18 июня 1959 года состоялась церемония официального прибытия в Бельвю президента Теодора Хойса. Статус президентской резиденции носил прежде всего символический характер и указывал на перспективу будущего объединения Германии. В этот период дворец чаще использовался в качестве концертной площадки.